# Одноступенчатая космическая система
Одноступенчатая космическая система (от англ. A single-stage-to-orbit, сокр. англ. SSTO, «одна ступень до орбиты») — одноступенчатый космический корабль, способный достигнуть орбитальной скорости, стартуя с поверхности планеты, без использования отделяющихся частей. Данный термин обычно, но не исключительно, используется для описания многоразовых космических систем. На текущий момент данная концепция ещё не была воплощена в реальность и все запуски осуществлялись и осуществляются многоступенчатыми ракетами одноразового или частично многоразового использования.
Запуск полезной нагрузки на низкую околоземную орбиту сегодня стоит от $10 000 до $19 000 за килограмм. Использование одноступенчатых аппаратов многоразового использования вероятно позволит существенно снизить эту стоимость за счет оптимизации затрат на производство компонентов и увеличения их сроков службы. Тем не менее затраты на фундаментальные исследования и проектирование одноступенчатых многоразовых космических систем значительно превышают аналогичные расходы на создание систем однократного использования за счет ряда объективных факторов фундаментального и технологического характера.
Запуск одноступенчатых космических аппаратов с поверхности Земли теоретически возможен, но имеет ряд серьезных технологических сложностей для практического воплощения в реальность. Принципиальные факторами являются: 
- величина скорости, которую необходимо набрать аппарату для выхода на орбиту искусственного спутника — приближенно 7,9 км/сек (28 440 км/час);
- необходимость преодолеть гравитационное притяжение Земли, которое оказывает наиболее заметное влияние на ранних стадиях полета);
- полёт через плотные слои атмосферы, что накладывает ограничения на скорость полета, обусловленные влиянием атмосферы на температурные и прочностные нагрузки конструкции и режимы работы двигателей.

Системы различаются по системе запуска и посадки: 
- вертикальный взлет и вертикальная посадка (англ. vertical takeoff and landing сокр. VTVL);
- вертикальный взлет и горизонтальная посадка (англ. vertical takeoff, horizontal landing сокр. VTHL);
- горизонтальный взлет и горизонтальная посадка (англ. horizontal takeoff and horizontal landing сокр. HTHL).

Наиболее известные одноступенчатые космические системы:
- VTVL: США: Delta Clipper[англ.] (DC-X), Rotary Rocket (англ.); Россия: Корона; Япония: Kankoh-maru,
- HTHL: Skylon,
- VTHL: США Lockheed Martin X-33.

Несмотря на многообещающие перспективы, ни один из перечисленных проектов еще не доведен до стадии орбитальных испытаний преимущественно из-за сложностей с поиском оптимальной конструкции двигательной установки.
В рамках исследований проводились летные испытания VTVL: DC-X США, 1991—1996, RVT Япония, 1998-…
Схема одноступенчатого запуска с поверхности значительно легче реализуется на других планетах, лишенных сильного гравитационного поля и плотной атмосферы, таких как Луна и Марс, что и было продемонстрировано советскими автоматическими лунными станциями и американской программой Аполлон.